# Heather Jackson
Heather Jackson (* 24. April 1984 in New Hampshire) ist eine US-amerikanische Triathletin. Sie ist fünffache Ironman-Siegerin (2015–2019) und wurde 2013 Zweite bei den Ironman 70.3 World Championships.

## Werdegang

### Eishockey bis 2006
Heather Jackson war bis 2006 als Eishockey-Spielerin aktiv, als sie zum Triathlon wechselte.

### Triathlon-Langdistanz seit 2007
2008 gewann sie beim Ironman Hawaii ihre Altersklasse 18–24 (3,86 km Schwimmen, 180,2 km Radfahren und 42,195 km Laufen). Seit Juli 2009 startet sie als Profi-Athletin. Im September 2013 wurde sie in Las Vegas Zweite bei den Ironman 70.3 World Championships, nachdem sie hier im Vorjahr den dritten Rang belegt hatte.
Im Juni 2015 gewann sie den Ironman Coeur d’Alene. Im Oktober wurde sie Fünfte bei der Ironman World Championship auf Hawaii.

### Dritte Ironman World Championship 2016
Im Juli 2016 holte sie sich beim Ironman USA ihren zweiten Ironman-Sieg und sie verbesserte den Streckenrekord auf 9:09:42 Stunden. Sie wird trainiert von Joseph Gambles. Im Oktober wurde sie Dritte beim Ironman Hawaii.
Im Oktober 2017 verpasste sie das Podium und wurde beim Ironman Hawaii Vierte. Im Juli 2018 konnte sie in Lake Placid erneut nach 2016 den Ironman USA gewinnen und sich damit ihren dritten Ironman-Sieg holen. 2021 und 2022 wurde sie hier Zweite.
Jackson lebt mit ihrem Verlobten  in Carlsbad, Kalifornien.

## Sportliche Erfolge
| Datum/Jahr    | Rang | Wettbewerb                         | Austragungsort   | Zeit     | Bemerkung |
| ------------- | ---- | ---------------------------------- | ---------------- | -------- | --- |
| 10. Juli 2022 | 3    | Ironman 70.3 Oregon                | Salem (Oregon)   |          | |
| 6. Apr. 2019  | 5    | Ironman 70.3 California            | Oceanside        | 04:18:23 | |
| 3. Juni 2018  | 2    | Ironman 70.3 Raleigh               | Raleigh          | 04:25:34 | |
| 23. Juli 2017 | 1    | Ironman 70.3 Calgary               | Calgary          | 03:57:20 | |
| 23. Apr. 2017 | 1    | Ironman 70.3 Peru                  | Lima             | 04:12:41 | |
| 1. Apr. 2017  | 4    | Ironman 70.3 California            | Oceanside        | 04:25:52 | |
| 22. Mai 2016  | 1    | Ironman 70.3 Chattanooga           | Chattanooga      | 04:11:56 | persönliche Bestzeit auf der Mitteldistanz                                                                   |
| 2. Apr. 2016  | 3    | Ironman 70.3 California            | Oceanside        | 04:18:32 | |
| 2. Mai 2015   | 2    | Wildflower Triathlon               | Lake San Antonio | 04:35:04 | [ 2 ] |
| 28. März 2015 | 1    | Ironman 70.3 California            | Oceanside        | 04:14:47 | zweiter Sieg in Kalifornien nach 2013 – neben Jan Frodeno bei den Männern                                    |
| 11. Jan. 2015 | 3    | Ironman 70.3 Pucón                 | Pucón            | 04:34:11 | |
| 7. Sep. 2014  | 13   | Ironman 70.3 World Championship    | Mont-Tremblant   | 04:23:31 | Ironman-70.3-Weltmeisterschaft                                                                               |
| 3. Mai 2014   | 1    | Wildflower Triathlon               | Lake San Antonio |          | |
| 29. März 2014 | 2    | Ironman 70.3 California            | Oceanside        |          | |
| 16. Feb. 2014 | 4    | Ironman 70.3 Panama                | Panama City      | 04:13:24 | |
| 29. Sep. 2013 | 2    | Los Angeles Triathlon              | Los Angeles      | 02:04:12 | persönliche Bestzeit auf der olympischen Distanz                                                             |
| 8. Sep. 2013  | 2    | Ironman 70.3 World Championship    | Las Vegas        | 04:25:19 | |
| 8. Juni 2013  | 2    | Ironman 70.3 Boise                 | Boise            | 04:32:42 | |
| 5. Mai 2013   | 1    | Wildflower Triathlon               | Lake San Antonio | 04:33:20 | |
| 30. März 2013 | 1    | Ironman 70.3 California            | Oceanside        | 04:13:48 | Sieg in Kalifornien – mit neuem Streckenrekord                                                               |
| 3. März 2013  | 1    | Escape from Alcatraz Triathlon     | San Francisco    | 02:18:08 | |
| 9. Sep. 2012  | 3    | Ironman 70.3 World Championship    | Las Vegas        | 04:32:32 | |
| 29. Juli 2012 | 2    | Ironman 70.3 Calgary               | Calgary          |          | |
| 6. Mai 2012   | 1    | Wildflower Triathlon               | Lake San Antonio | 04:26:29 | Sieg mit neuem Streckenrekord (1,9 km Schwimmen, 90 km Radfahren und 21,1 km Laufen)                         |
| 25. Sep. 2011 | 3    | Ironman 70.3 Augusta               | Augusta          |          | [ 4 ] |
| 11. Sep. 2011 | 4    | Ironman 70.3 World Championships   | Henderson        |          | Vierte bei der Weltmeisterschaft                                                                             |
| 14. Aug. 2011 | 2    | Steelhead Ironman 70.3             | Benton Harbor    |          | |
| 9. Juli 2011  | 8    | ETU Triathlon Premium European Cup | Rijssen-Holten   | 02:08:00 | hinter der Siegerin Rachel Klamer                                                                            |
| 11. Juni 2011 | 4    | Ironman 70.3 Boise                 | Boise            |          | |
| 17. Apr. 2011 | 6    | Ironman 70.3 New Orleans           | New Orleans      |          | Witterungsbedingt wurde das Rennen auf verkürztem Kurs – ohne die Schwimmdistanz – ausgetragen.              |
| 3. Apr. 2011  | 2    | Ironman 70.3 California            | Oceanside        |          | Zweite hinter der Australierin Mirinda Carfrae                                                               |
| 13. Nov. 2010 | 6    | Ironman 70.3 World Championships   | Clearwater       | 04:17:08 | Weltmeisterschaft in Florida                                                                                 |
| 31. Juli 2010 | 2    | Steelhead Ironman 70.3             | Benton Harbor    |          | |
| 22. Aug. 2010 | 3    | Ironman 70.3 Timberman             | New Hampshire    |          | |
| 12. Juni 2010 | 3    | Ironman 70.3 Boise                 | Boise            | 04:34:58 | |
| 25. Okt. 2009 | 2    | Ironman 70.3 Austin                | Austin           | 04:17:14 | Silber beim „Longhorn-Ironman“ – hinter der Siegerin Joanna Zeiger und vor der Drittplatzierten Nicole Hofer |
| 12. Juli 2009 | 3    | Ironman 70.3 Rhode Island          | Narragansett     | 04:33:39 | [ 7 ] |
| 13. Juli 2008 |      | Ironman 70.3 Rhode Island          | Narragansett     | 04:40:44 | |
| 1. Juni 2008  |      | Ironman 70.3 Boise                 | Boise            | 04:49:07 | |
| 29. März 2008 |      | Ironman 70.3 California            | Oceanside        | 05:04:59 | |

| Datum/Jahr    | Rang | Wettbewerb              | Austragungsort  | Zeit     | Bemerkung                                                              |
| ------------- | ---- | ----------------------- | --------------- | -------- | ---------------------------------------------------------------------- |
| 6. Okt. 2022  | 16   | Ironman Hawaii          | Hawaii          | 09:22:17 | [ 8 ]                                                                  |
| 24. Juli 2022 | 2    | Ironman USA             | Lake Placid     | 09:16:23 |                                                                        |
| 6. Nov. 2021  | 1    | Ironman Florida         | Panama City     | 08:52:57 |                                                                        |
| 25. Juli 2021 | 2    | Ironman USA             | Lake Placid     |          |                                                                        |
| 14. Juli 2019 | 1    | Ironman Vitoria-Gasteiz | Vitoria-Gasteiz | 08:52:10 | Siegerin der Erstaustragung                                            |
| 18. Nov. 2018 | 1    | Ironman Arizona         | Tempe           | 08:39:18 | persönliche Ironman-Bestzeit                                           |
| 22. Juli 2018 | 1    | Ironman USA             | Lake Placid     | 09:18:49 |                                                                        |
| 14. Okt. 2017 | 4    | Ironman Hawaii          | Hawaii          | 09:02:29 |                                                                        |
| 11. Juni 2017 | 2    | Ironman Boulder         | Boulder         | 09:20:42 |                                                                        |
| 8. Okt. 2016  | 3    | Ironman Hawaii          | Hawaii          |          |                                                                        |
| 27. Juli 2016 | 1    | Ironman USA             | Lake Placid     | 09:09:42 |                                                                        |
| 10. Okt. 2015 | 5    | Ironman Hawaii          | Hawaii          | 09:21:45 |                                                                        |
| 28. Juni 2015 | 1    | Ironman Coeur d’Alene   | Idaho           | 09:23:27 | erster Ironman-Sieg in Idaho                                           |
| 16. Mai 2015  | 11   | Ironman Texas           | The Woodlands   | 09:43:27 |                                                                        |
| 16. Nov. 2014 | 3    | Ironman Arizona         | Tempe           | 09:08:57 |                                                                        |
| 11. Okt. 2008 |      | Ironman Hawaii          | Hawaii          | 10:23:55 | Siegerin in der Altersklasse 18–24                                     |
| 13. Okt. 2007 |      | Ironman Hawaii          | Hawaii          | 11:28:28 |                                                                        |
| 22. Juli 2007 |      | Ironman USA             | Lake Placid     | 11:26:18 | Zweite in der Altersklasse 18–24                                       |
| 24. Feb. 2007 |      | Ironman Malaysia        | Langkawi        | 12:17:35 | Dritte in der Altersklasse 18–24 beim ersten Start auf der Langdistanz |

| Datum/Jahr    | Rang | Wettbewerb                           | Austragungsort | Zeit     | Bemerkung                         |
| ------------- | ---- | ------------------------------------ | -------------- | -------- | --------------------------------- |
| 27. Okt. 2013 | 14   | Xterra Triathlon World Championships | Maui           | 03:13:15 | Weltmeisterschaft Cross-Triathlon |

| Datum/Jahr | Rang | Wettbewerb         | Austragungsort | Zeit     | Bemerkung                    |
| ---------- | ---- | ------------------ | -------------- | -------- | ---------------------------- |
| Feb. 2023  | 2    | Black Canyon Ultra | Arizona        | 08:47:59 | Laufevent über 100 Kilometer |

| Datum/Jahr    | Rang | Wettbewerb          | Austragungsort | Zeit     | Bemerkung                   |
| ------------- | ---- | ------------------- | -------------- | -------- | --------------------------- |
| 16. Apr. 2023 | 1    | Belgian Waffle Ride | San Diego      | 06:55:45 | Gravelrennen in Kalifornien |

(DNF – Did Not Finish)